# IV. třída okresu Praha-východ
IV. třída okresu Praha-východ patří společně s ostatními čtvrtými třídami mezi desáté nejvyšší fotbalové soutěže v Česku. Je řízena Okresním fotbalovým svazem Praha-východ. Hraje se každý rok od léta do jara se zimní přestávkou. Hraje se ve dvou skupinách (označených A a B), každá skupina má v současnosti 10 účastníků (celkem tedy 20 týmů) z okresu Praha-východ, každý s každým hraje jednou na domácím hřišti a jednou na hřišti soupeře. Vítěz každé ze skupin postupuje do III. třídy okresu Praha-východ.

## Vítězové

### IV. třída okresu Praha-východ skupina A
| Ročník    | Vítězný tým            |
| --------- | ---------------------- |
| 2003/2004 | SK Záluží              |
| 2004/2005 | TJ Slavoj Veleň        |
| 2005/2006 | SK Husinec-Řež         |
| 2006/2007 | TJ Sokol Mochov        |
| 2007/2008 | TJ Sokol Větrušice     |
| 2008/2009 | FC Sokol Předboj       |
| 2009/2010 | TJ Sokol Vodochody     |
| 2010/2011 | TJ Klíčany             |
| 2011/2012 | TJ Slavoj Veleň        |
| 2012/2013 | TJ Slavia Radonice „B“ |
| 2013/2014 | TJ Jiskra Kojetice     |
| 2014/2015 | FK Brandýs nad Labem   |
| 2015/2016 | TJ Sokol Sluhy         |
| 2016/2017 | Sparta Mratín          |
| 2017/2018 | TJ Sokol Větrušice     |
| 2018/2019 |                        |

### IV. třída okresu Praha-východ skupina B
| Ročník    | Vítězný tým                  |
| --------- | ---------------------------- |
| 2003/2004 | FK Slavoj Stará Boleslav „B“ |
| 2004/2005 | SK Zeleneč „B“               |
| 2005/2006 | TJ Čechie Doubek             |
| 2006/2007 | SK Zápy „B“                  |
| 2007/2008 | SK Viktorie Jirny „B“        |
| 2008/2009 | FK Dobřejovice „B“           |
| 2009/2010 | TJ Sokol Škvorec             |
| 2010/2011 | TJ Sokol Šestajovice         |
| 2011/2012 | SK Viktoria Sibřina „B“      |
| 2012/2013 | TJ Sokol Senohraby           |
| 2013/2014 | TJ Sokol Struhařov           |
| 2014/2015 | TJ Sokol Škvorec „B“         |
| 2015/2016 | FK Dobřejovice „B“           |
| 2016/2017 | FK Meteor Březí              |
| 2017/2018 | TJ Sokol Babice              |
| 2018/2019 |                              |

### IV. třída okresu Praha-východ skupina C
| Ročník    | Vítězný tým             |
| --------- | ----------------------- |
| 2003/2004 | Sokol Sluštice 1943     |
| 2004/2005 | FK Kunice „B“           |
| 2005/2006 | TJ Sokol Ondřejov       |
| 2006/2007 | TJ Slavia Louňovice „B“ |
| 2007/2008 | SK Kamenice „B“         |
| 2008/2009 | TJ Mnichovice           |
| 2009/2010 | SK Strančice            |
| 2010/2011 | TJ Slavia Louňovice „B“ |
| 2011/2012 | FK Dobřejovice „B“      |
| 2012/2013 | TJ Mnichovice „B“       |
| 2013/2014 | FK Kunice „C“           |
| 2014/2015 | SK Všestary             |
| 2015/2016 | Soutěž se nehrála.      |
| 2016/2017 | Soutěž se nehrála.      |
| 2017/2018 | Soutěž se nehrála.      |
| 2018/2019 |                         |